# ボルトオンターボ
ボルトオンターボとは、自動車メーカーから出荷された状態では自然吸気（NA）仕様であるエンジンに後付けでターボチャージャー（過給器）を追加すること、および追加するためのキットを指す。同様にボルトオンスーパーチャージャーも存在する。

## 概要
ボルトオンターボのキットは、HKSやGReddy（トラスト）等から発売されているが、設定されている車種は限られている。これらのような全国区のパーツメーカー以外からも、個人経営レベルのチューンショップ等（特定の車種に特化した所が多い）が用意している事もある。
例外的なところでは、トヨタ自動車が初代ヴィッツRS用のボルトオンターボキットをTECS（トヨタ特装車メーカー。本来はダイナやハイエースの特装車を扱っている）から発売し、装着済みの車両を新車ディーラーで販売していたこともあった。
キットが設定されていない車種の場合でも、エンジンルームに余裕のある車種であれば比較的容易に装着できるが、各シリンダーの排気ポートから集合管までの長さを揃えた「等長マニホールド」をワンオフで製造することになるため、キットに比べて高額であることが多い。
また、ターボを標準で装着しているスポーツカーのような高圧過給を行うにはエンジンの圧縮比を調整（低減）しなければならないため、大抵は小型タービンを使った吸気改善程度のものが主流である。タービンもウェイストゲートを内蔵したアクチュエーター式が一般的である。しかしながら、それでも標準の状態から1.5～2.5倍程度の出力向上となる。